# Pseudoleskeella arizonae
Pseudoleskeella arizonae là một loài Rêu trong họ Leskeaceae. Loài này được (R.S. Williams) E. Lawton mô tả khoa học đầu tiên năm 1957.